# Sankt Michael in Obersteiermark
St. Michael in Obersteiermark ist eine Marktgemeinde im Gerichtsbezirk bzw. Bezirk Leoben in der Obersteiermark in Österreich mit 3027 Einwohnern (Stand 1. Jänner 2025).

## Geografie
Das Gemeindegebiet hat eine Fläche von 56,02 km² und liegt auf einer Höhe von 596 m. Höchster Punkt ist der Eiblkogel (1831 m), der tiefste Punkt liegt an der Mur bei Auwald (552 m).

### Gemeindegliederung
| Katastralgemeinden | Ortschaften in der Gemeinde |
| --- | --- |
| Brunn (8,68 km²) Hinterlainsach (31,43 km²) Jassing (2,14 km²) Liesingthal (3,43 km²) St. Michael in Obersteiermark (2,05 km²) Vorderlainsach (8,37 km²) | Brunn (ZH) Greith (ZH) Hinterlainsach (ZH) Lochitz (ZH) Jassing (ZH) Liesingtal (Sdlg) Aiching (Sdlg) Sankt Michael in Obersteiermark (M) Auwald (Sdlg) Vorderlainsach (ZH) |
| Legende | |

| In der Spalte Katastralgemeinden sind sämtliche Katastralgemeinden einer Gemeinde angeführt. In der Klammer ist die jeweilige Fläche in km² angegeben. |
| In der Spalte Ortschaften sind sämtliche von der Statistik Austria erfassten Siedlungen, die auch eine eigene Ortschaftskennziffer aufweisen, angeführt. In der Hierarchieebene derselben Spalte, rechts eingerückt, werden nur Ansiedlungen, die mindestens aus mehreren Häusern bestehen, dargestellt. Die wichtigsten der verwendeten Abkürzungen sind: - M = Hauptort der Gemeinde - Stt = Stadtteil - R = Rotte - W = Weiler - D = Dorf - ZH = Zerstreute Häuser - Sdlg = Siedlung - Hgr = Häusergruppe - E = Einzelgehöft (nur wenn sie eine eigene Ortschaftskennziffer haben) Die komplette Liste der Statistik Austria ist in: Topographische Siedlungskennzeichnung nach STAT Zu beachten ist, dass manche Orte unterschiedliche Schreibweisen haben können. So können sich Katastralgemeinden anders schreiben als gleichnamige Ortschaften bzw. Gemeinden. Quelle: Statistik Austria – |

Das Gemeindegebiet umfasst folgende sieben Ortschaften (in Klammern Einwohnerzahl Stand 1. Jänner 2025):
- Brunn (27)
- Greith (24)
- Hinterlainsach (46) samt Lochitz
- Jassing (25)
- Liesingtal (1776) samt Aiching
- Sankt Michael in Obersteiermark (979) samt Auwald
- Vorderlainsach (150)

Die Gemeinde besteht aus den Katastralgemeinden Brunn, Hinterlainsach, Jassing, Liesingthal, St. Michael in Obersteiermark und Vorderlainsach.

### Nachbargemeinden
|                        | Traboch                                     | Sankt Peter-Freienstein Leoben |
|                        | Kompassrose, die auf Nachbargemeinden zeigt |                                |
| Sankt Stefan ob Leoben |                                             | Übelbach (Bez. Graz-Umgebung)  |

## Geschichte

### Frühzeit, Antike und Mittelalter
Die ersten Bewohner von St. Michael waren höchstwahrscheinlich Kelten. Später besiedelten auch die Römer das Gebiet, was eine in der Vorderlainsach gefundene Fibel aus dem 2. oder 3. Jahrhundert beweist. Zur Zeit der Völkerwanderung zogen die Awaren durch den Ort, gefolgt von slawischen Stämmen (Kroaten und Slowenen), die die ersten Rodungen vornahmen. In der Mitte des 8. Jahrhunderts setzte die Christianisierung durch die Bayern ein, die besonders den Erzengel Michael verehrten. Es kann angenommen werden, dass sie der ersten Kirche und somit dem Ort den Namen gaben. Etwa 1170 wurde die Walpurgiskirche erbaut, die heute mit ihren bewundernswerten Glasfenstern zu den drei frühesten Werken der Gotik in der Steiermark zählt. 1187 kam die Pfarre mit ihren 17 Filialkirchen zum Stift Admont.

### 15. bis 19. Jahrhundert
Riesige Heuschreckenschwärme vernichteten 1478 die gesamte Ernte und 1480 zogen die Türken brandschatzend durch das Dorf; 1532, als christliche Hilfstruppen aus Spanien und Italien von Wien her durchmarschierten, brannte der Ort wieder. Auch von der Pest wurde St. Michael immer wieder heimgesucht. Nach einer Überschwemmung im Jahr 1740, die 32 Todesopfer forderte, und nach einem schweren Erdbeben 1794 zogen die Franzosen viermal durch den Ort: 1797, 1801, 1805 und 1809. Am 25. Mai 1809 kam es zu einem Gefecht in der Nähe der Walpurgiskirche, wo heute noch ein Denkmal von dieser Schlacht zeugt, eine Niederlage der Österreicher, die den Franzosen den Weg zum Semmering freimachte (Gefecht von St. Michael).
1850, als der Ort bereits 1700 Einwohner hatte, wurde St. Michael auch politische Gemeinde.
1861 bekam der Ort ein Postamt.

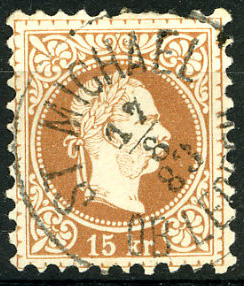
Poststempel aus St. Michael ob Leoben, 1883

1868 wurde der Bahnhof an der neu errichteten Rudolfsbahn errichtet und 1879 ein Gemeindeamt erbaut, wo auch ein Gendarmerieposten eingerichtet wurde. 1885 erfolgte die Eröffnung der neu errichteten Volksschule.
Ab 1874 wurde ein Eisenwerk betrieben, das bis zu 1000 Arbeiter beschäftigte. Dieser Betrieb wurde 1889 zu einem Emailwerk umfunktioniert und im Jahre 1902 aufgelassen.

### 20. Jahrhundert bis heute
Im Dezember 1914 waren in den leerstehenden Hallen bis zu 2200 Flüchtlinge, meist Ruthenen aus Galizien, untergebracht, von denen viele einer Typhus-Epidemie zum Opfer fielen und auf dem nach ihnen benannten Friedhof begraben wurden. 1915 errichtete man das k. u. k. Reservespital, das die Volksschule und 24 Baracken umfasste. Im selben Jahr wurde auch der Heldenfriedhof eingeweiht.
1916 wurde auf dem Annaberg von genesenen Soldaten ein Kriegerdenkmal errichtet, das auch im Gemeindewappen in stilisierter Form dargestellt wird. Ende des Ersten Weltkrieges plünderten zurückkehrende Truppen den Ort.
1945 besetzte unmittelbar nach dem Zweiten Weltkrieg die sowjetische Rote Armee den Ort, wobei es auch hier zu zahlreichen Plünderungen kam. Österreich war nach dem Zweiten Weltkrieg von 1945 bis 1955 von Streitkräften der Alliierten besetzt (→ Besetztes Nachkriegsösterreich).
1964 fand der erste Unterricht in der neu errichteten Hauptschule statt.
1978 konnte im Zuge des Ausbaues der Pyhrn Autobahn A 9 der Gleinalmtunnel für den Verkehr freigegeben werden. Die Kaserne St. Michael wurde 1980 ihrer Bestimmung übergeben.
Ein neues Zentrum des Gemeindelebens, das Volkshaus, konnte 1982 eröffnet werden. Nach mehr als 1000 Jahren mit dem Status eines Dorfes wurde St. Michael 1983 zum Markt erhoben. 1989 wurde die Kläranlage Unteres Liesingtal eröffnet.
1994 wurde das neue Ortsstellengebäude des Roten Kreuzes eröffnet. 1995 erfolgte die Eröffnung des neuen Altstoffsammelzentrums und die Übergabe eines Zubaus der Volksschule.
Im Oktober 2009 wurde ein neues Gemeindehaus eröffnet.
Im Mai 2020 wurde der Notarzthubschrauber Christophorus 17 in der Gemeinde stationiert und in Dienst gestellt.

## Kultur und Sehenswürdigkeiten
- Katholische Pfarrkirche St. Michael in Obersteiermark

## Wirtschaft und Infrastruktur

### Sicherheit

#### Bundesheer

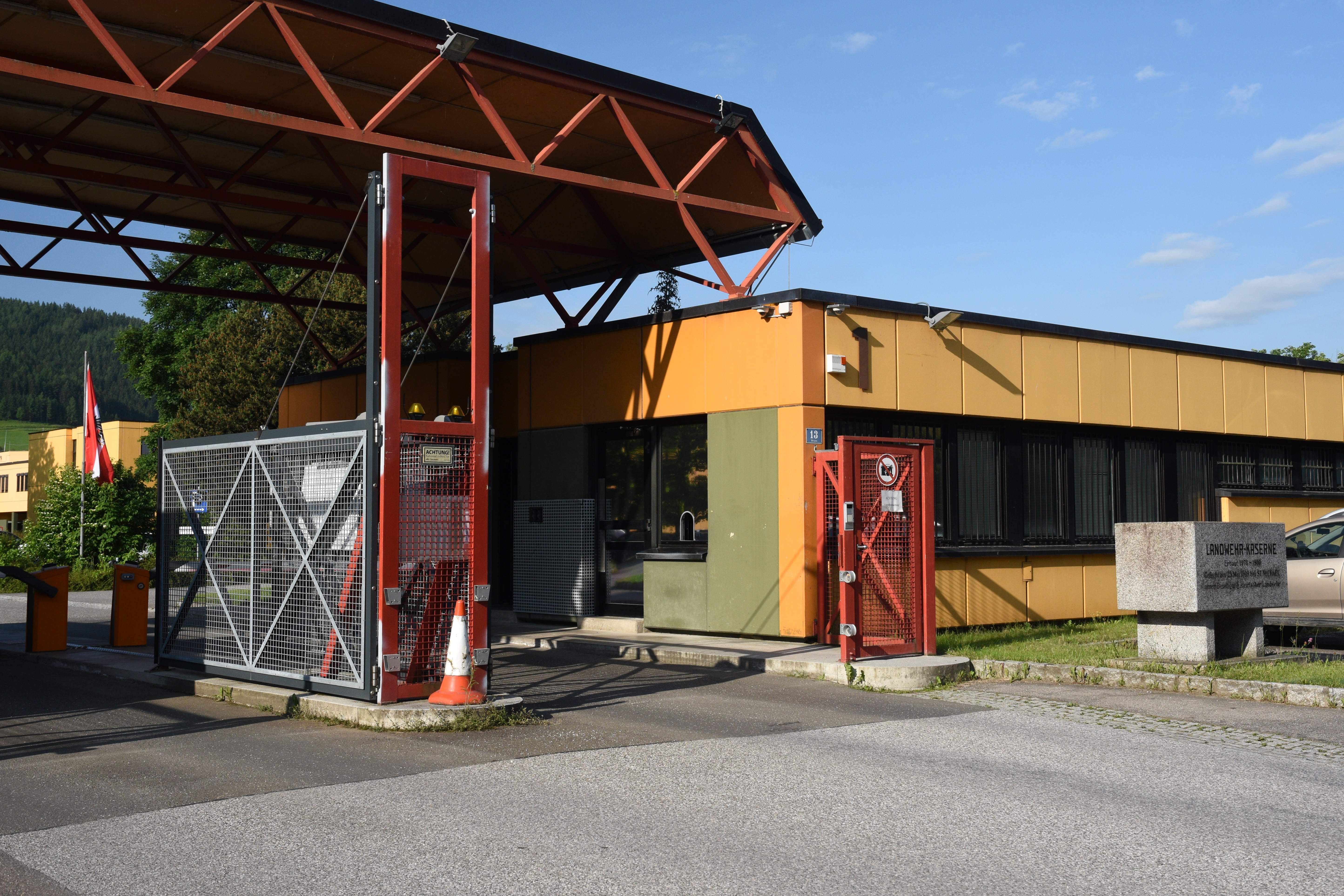
Landwehr-Kaserne, Sankt Michael

In der Katastralgemeinde Brunn befindet sich die Landwehrkaserne des österreichischen Bundesheeres, in der das Jägerbataillon 18 stationiert ist. Es ist der einzige Infanterieverband in der Obersteiermark.
Das Jägerbataillon 18 gliedert sich in:
- Das Bataillonskommando unter der Führung des Bataillonskommandanten, verfügt über einen Stab, der nach Führungsgrundgebieten (z. B. Personalwesen, Logistik) organisiert ist und dem Bataillonskommandanten bei der Führung zur Seite steht.
- Die Stabskompanie übernimmt die Versorgung aller Einheiten und stellt die Verbindung innerhalb und nach außen sicher. Zur Umsetzung der Aufträge verfügt sie über den Versorgungszug, Instandsetzungszug, Fernmeldezug und den Sanitätszug.
- Die 1. Jägerkompanie zeichnet sich aufgrund umfangreicher Erfahrungen durch zahlreiche Auslandseinsätze, vertieftes Wissen in der Einsatzart „Schutz“, Sport als wesentliche Komponente und ihr breit aufgestelltes Kaderpersonal aus. Besonderes Augenmerk wird auf motivierende Personalführung sowie moderne Ausbildung gelegt.
- Die 2. Jägerkompanie steht als Kaderpräsenzeinheit (KPE) für Einsätze in vollem Umfang im In- und Ausland bereit. Sie ist zuständig für heikle internationale Aufgaben und muss innerhalb von fünf bis 30 Tagen für eine Entsendung zur Verfügung stehen.
- Die Kampfunterstützungskompanie verfügt über alle schweren Waffen des Bataillons. Dazu gehören der schwere Granatwerferzug, der Panzerabwehrlenkwaffenzug, der Aufklärungszug und der Unterstützungszug.

#### Polizei
Im Ort befindet sich eine Polizeiinspektion der Bundespolizei, welche dem Stadt- und Bezirkspolizeikommando Leoben untersteht.

### Abfallwirtschaft und Recycling
Im Murfeld befindet sich die Verbandskläranlage des Abwasserverbandes unteres Liesingtal sowie ein Forschungszentrum der Firma Andritz AG und Labor der Montanuniversität Leoben. Ebenfalls im Murfeld beheimatet ist das Zentrum für Ressourcenmanagement und Abfallaufbereitung der Mayer Recycling GmbH.

### Verkehr
Der Bahnhof St. Michael ist ein wichtiger Verkehrsknotenpunkt in der Obersteiermark. Neben den zweistündlichen IC-Zügen Graz-Innsbruck/Salzburg halten in diesem Bahnhof auch die  der S-Bahn und der  der Regiobahn Steiermark.

## Politik

### Gemeindevertretung
Der Gemeinderat setzt sich aus 21 Mitgliedern zusammen, wovon insgesamt 5 Personen dem Gemeindevorstand angehören.
- Nach der Gemeinderatswahl 2020 hatte der Gemeinderat folgende Mandatsverteilung: 15 SPÖ, 3 ÖVP, 2 FPÖ und 1 KPÖ.[4]
- Nach der Gemeinderatswahl 2025 hat der Gemeinderat folgende Mandatsverteilung: 9 SPÖ, 8 FPÖ, 3 ÖVP und 1 Grüne.[5]

Gemeindevorstand (Stand April 2025):
- Bürgermeisterin Nicole Sunisch (FPÖ)
- 1. Vizebürgermeister Manuel Gößler (SPÖ)
- 2. Vizebürgermeister Stefan Kreisl (ÖVP)
- Gemeindekassier Friedrich Loinig (ÖVP)

### Wappen und Flagge
Die Gemeinde St. Michael führte bis in das erste Drittel des 20. Jahrhunderts kein Wappensiegel. Doch im Jahr 1935 kam im Gemeinderat unter Bürgermeister L. Schaffer der Wunsch zur Führung eines wappengeschmückten Gemeindesiegels auf. Angelehnt an die kirchliche St. Michael-Legende und dem Ortsnamen entsprechend, hatte man im Jahr 1915 an dem auf dem Annaberg geschaffenen Kriegerdenkmal eine mit einem Schwert bewaffnete Faust und eine mit einem Kreuzsymbol versehene Verzierung angebracht. Dieses Denkmal wurde zum Vorbild für das Gemeindesiegel.
Im Jahre 1954 veranlassten die Heraldiker in der Landesregierung eine Neugestaltung des alten Wappens. Mit Beschluss vom 28. Dezember 1955 wurde der Gemeinde Sankt Michael mit Wirkung vom 1. Februar 1956 das Recht zur Führung des Gemeindewappens verliehen. Die feierliche Verleihung dieses Rechtes und die Überreichung der Wappenurkunde erfolgte in einer Festsitzung am 27. September 1956 durch den Bezirkshauptmann Oberregierungsrat Pfaller.
Die Gemeindeflagge hat drei Streifen in den Farben Blau-Weiß-Gelb mit dem Wappen.

### Regionalpolitik
Sankt Michael gehört zur LEADER-Region Steirische Eisenstraße und zu der 18. Nov. 2009 Regionext-Kleinregion Murtal (um Leoben), aber auch zum Tourismusverband HerzBergLand, dem sonst die Gemeinden der Kleinregion Reitingblick (Traboch, Sankt Peter-Freienstein, Trofaiach) angehören. Bei der Gemeindestrukturreform der Steiermark 2010–2015 bleibt die Gemeinde eigenständig.

## Persönlichkeiten

### Ehrenbürger der Gemeinde
- 1982 Hans Gross (1930–1992), Landeshauptmann-Stellvertreter

### Söhne und Töchter der Gemeinde
- Hans Westen (1891–1947), Industrieller und Politiker (SdP, später NSDAP)
- Josef C. Böck-Greissau (1893–1953), Industrieller und Politiker (ÖVP)
- Alfred Ebenbauer (1945–2007), Altgermanist und Rektor der Universität Wien
- Alfred Seiland (* 1952), Fotograf und Professor für Fotografie
- Fritz Kreisl (* 1953), Beamter und Politiker (ÖVP)
- Walter Schachner (* 1957), Fußballspieler und -trainer
- Rudolf Kuzner (* 1959), Filmemacher und Weltreisender

### Mit der Gemeinde verbundene Persönlichkeiten
- Nicole Sunitsch (* 1979), Nationalratsabgeordnete und Bürgermeisterin (FPÖ)